# Campbell, California
Campbell /ˈkæmbəl/ là một thành phố ở quận Santa Clara, California, Hoa Kỳ, và một phần của thung lũng Silicon, trong Khu vực Vịnh San Francisco. Theo Điều tra dân số Hoa Kỳ năm 2010, dân số của Campbell là 39.349 người và ước tính là 41.793 người vào năm 2019.
Campbell là nơi có Trung tâm Mua sắm Pruneyard, một khu phức hợp bán lẻ ngoài trời rộng lớn từng dính líu đến một vụ kiện nổi tiếng của Tòa án Tối cao Hoa Kỳ nhằm xác lập phạm vi quyền tự do ngôn luận ở California. Ngày nay, Trung tâm Mua sắm Pruneyard là nơi đặt các văn phòng South Bay của Cục Điều tra Liên bang.